# Ryan Trahan
Ryan Michael Trahan (* 7. Oktober 1998 in Eagle Lake, Texas) ist ein US-amerikanischer Influencer und Unternehmer.

## Leben
Trahan wurde am 7. Oktober 1998 in Eagle Lake (Texas) geboren. Er erstellte im Alter von 15 Jahren am 27. Oktober 2013 einen YouTube-Kanal. Er studierte an der Texas A&M University und betätigte sich als Crossläufer. 2016 gründete er die Marke Neptune Bottle, die Wasserflaschen herstellt. Er brach sein Studium ab, um sich seiner Marke sowie seinem YouTube-Kanal zu widmen.
In seiner Anfangszeit auf YouTube generierte er hauptsächlich Outdoor-Videos. Bekanntheit im Internet erlangte er durch seine „Penny Challenge“, in der er mit einem Cent quer durch die Vereinigten Staaten reiste. Damit erreichte er 10 Millionen Abonnenten auf YouTube. 2022 und 2023 gewann er einen der Streamy Awards. Am 1. Juli 2023 begann er eine zweite „Penny Challenge“, in welcher er mit einem Cent von Paris nach New York City reiste.

## Auszeichnungen
- Gewinner eines der 12. Streamy Awards (2022)
- Gewinner eines der 13. Streamy Awards (2023)[7]